# Pinacoteca Ambrosiana

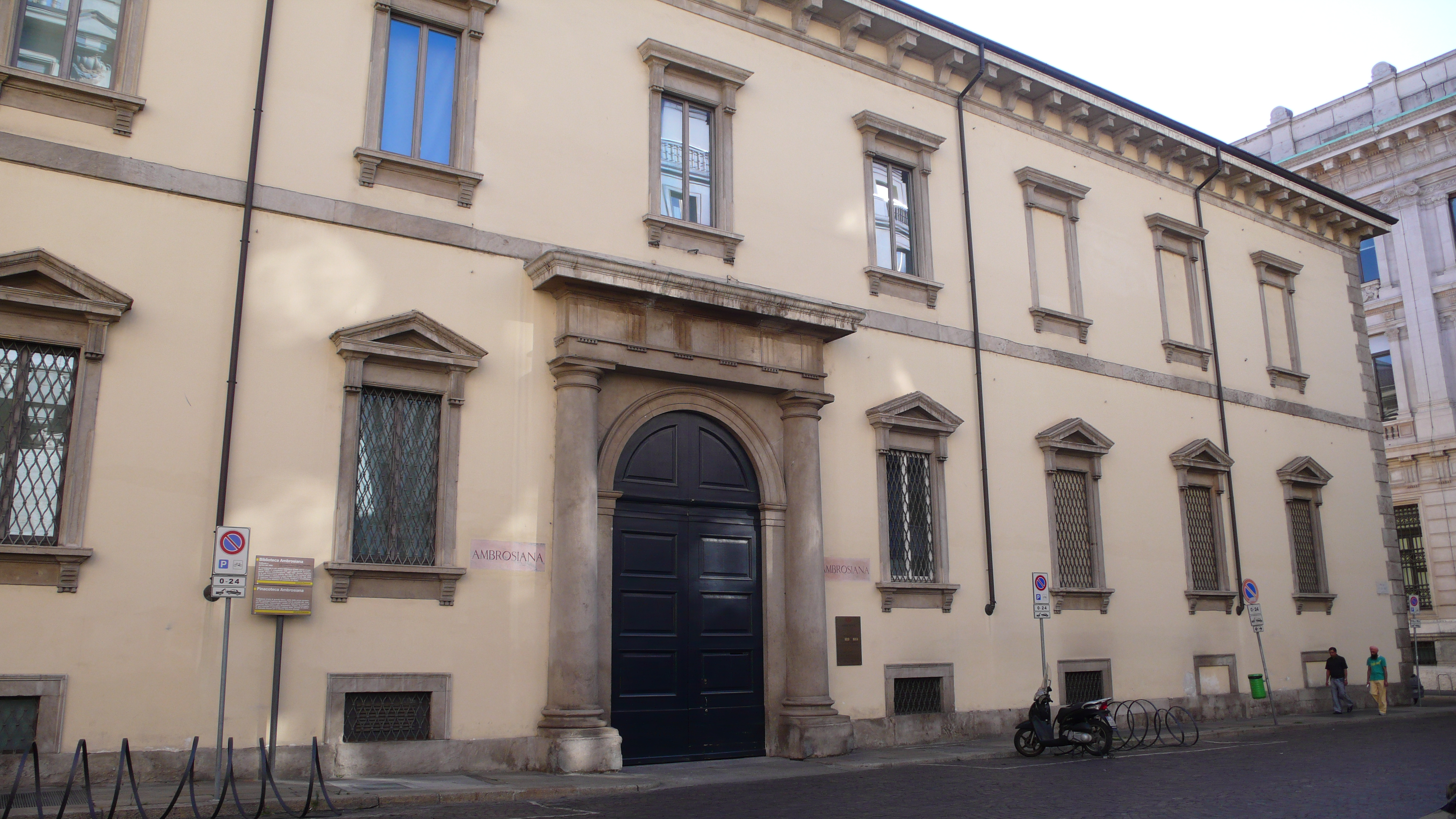
El palacio de la Pinacoteca Ambrosiana.

La Pinacoteca Ambrosiana es un museo de Milán (Italia).
Fue fundada por Federico Borromeo en el año 1618 en la Biblioteca Ambrosiana, instituida ya en el 1609. La institución nació para asegurar una formación cultural gratuita a cualquiera que tuviera cualidades artística o intelectuales. A la Pinacoteca se le unió una academia de pintura y escultura, con copias en yeso del Laocoonte y de la Piedad de Miguel Ángel provenientes de la colección de Leone Leoni. El primer maestro de pintura fue el Cerano; único alumno de cierta importancia fue Daniele Crespi.
La Biblioteca Ambrosiana y la Pinacoteca están estrechamente relacionadas. De hecho, la primera ha guardado una serie de pinturas con sabios de la Antigüedad clásica y de la cultura cristiana y contenía en su interior dibujos y códices miniados: en 1637 fueron donados por Galeazzo Arconati los manuscritos de Leonardo hoy en el Instituto de Francia (hoy, después de los saqueos de Napoleón quedan sólo en el lugar el llamado Códice Atlántico). Otro tesoro de la Biblioteca es el manuscrito con la obra de Virgilio que perteneció a Petrarca (que lo glosó) con una miniatura de Simone Martini.
En la Pinacoteca se pueden encontrar hoy en día obras, provenientes de las colecciones de Federico Borromeo (en los cuatro corredores que circundan la sala de lectura de la Biblioteca Ambrosiana) y de numerosos legados sucesivos, entre los cuales hay cuadros de Leonardo da Vinci (Retrato de un músico), Botticelli, Bramantino, Ambrogio Bergognone, Bernardino Luini,  Tiziano, Jacopo Bassano, Moretto, Savoldo, Giovanni Paolo Lomazzo, Caravaggio (Cesto de frutas), Jan Brueghel el Viejo, Cerano, Morazzone, Daniele Crespi, Anton Raphael Mengs, Andrea Appiani.
Interesante desde el punto de vista histórico es la producción de copias de cuadros célebres, promovida por Federico Borromeo con finalidad didáctica y documental, como la réplica de la Última Cena de Leonardo, que ya en el siglo XVII estaba en condiciones precarias.
Uno de los más preciosos tesoros que se conserva es el cartón del famoso mural La Escuela de Atenas de Rafael. Mide casi ocho metros de largo y es, de hecho, el cartón más grande que subsiste del Renacimiento italiano.

## Donaciones históricas
En 1618, la donación de Federico Borromeo de su colección de cerca de 250 obras de arte a la biblioteca Ambrosiana ha dado lugar a la creación de la galería. De acuerdo con los deseos del arzobispo de Milán debería apoyar y servir de modelo a la Academia de Pintura y Escultura de Milán, creada cuatro años después para la educación y formación artística de acuerdo al Concilio de Trento.
El primer director de la Academia es Giovanni Battista Crespi y cuenta entre sus alumnos más ilustres a Daniele Crespi, Giulio Cesare Procaccini y El Morazzone.

## Renovaciones
El diseño actual de la galería viene de unas recientes renovaciones hechas desde 1990 hasta 1997. Debido a los bombardeos de 1943 existen ya sean consecutivas ampliaciones o reparaciones que son la renovación de 1905 a 1906 bajo la dirección de Luca Beltrami, Antonio Luigi Grandi y Cavenaghi, la de 1938 por Ambrogio Annoni y finalmente una en 1963 confiada a Luigi Caccia Dominoni.

## Dirección
Plaza Pío XI, 2, 20123 Milán, Italia, teléfono 02-80692.1, fax 02-80692.210, correo electrónico info@ambrosiana.eu

## Las principales obras
- Federico Barocci : Cuna
- Botticelli : Virgen del pabellón
- Jans Bruegel : El fuego y el agua
- Caravaggio : Cesto con frutas
- Ambrogio de Predis : Retrato de una dama
- Leonardo da Vinci : Retrato de un músico
- Bernardino Luini : Sagrada Familia
- Tiziano : Adoración de los magos

## Galería

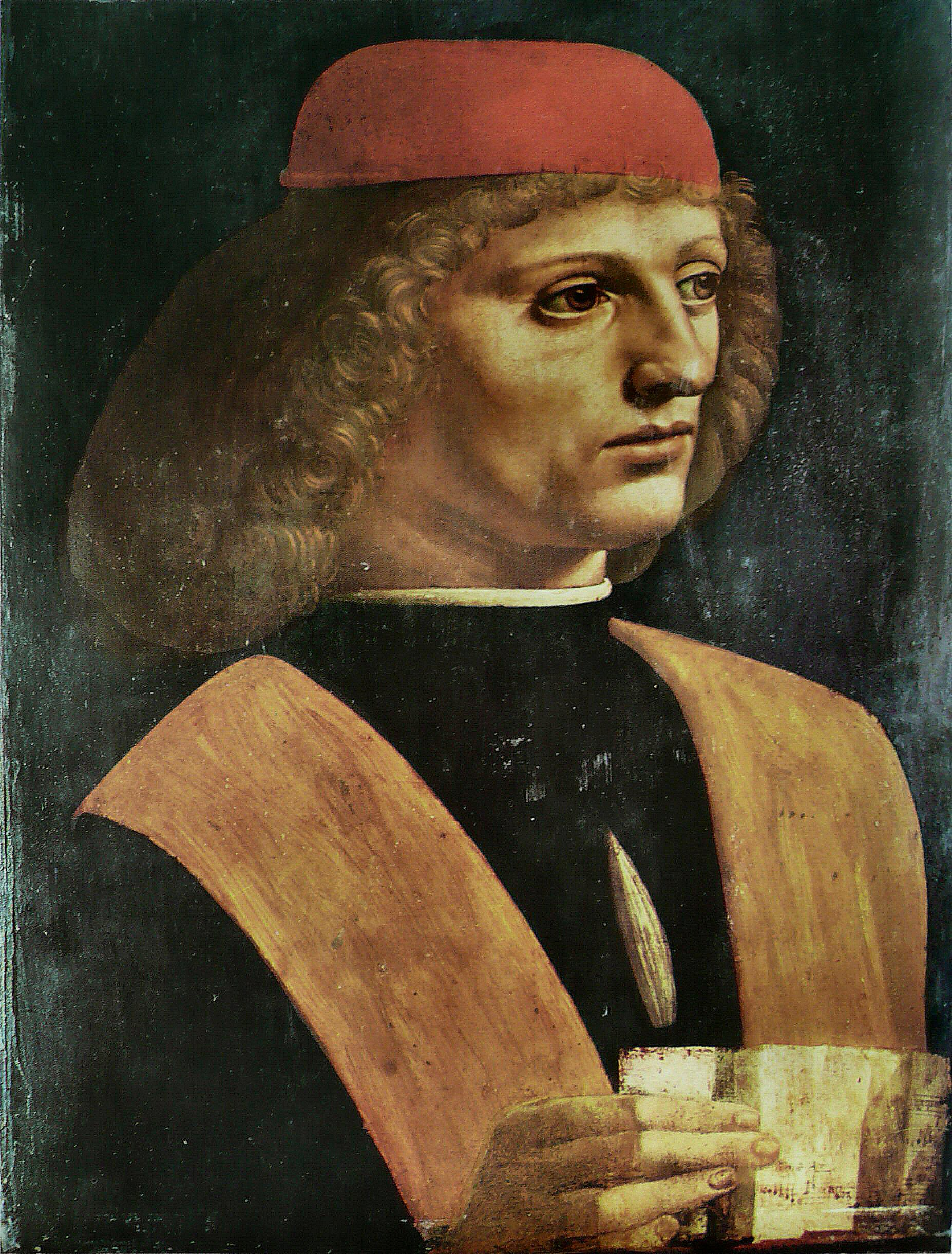
Leonardo - Retrato de un músico
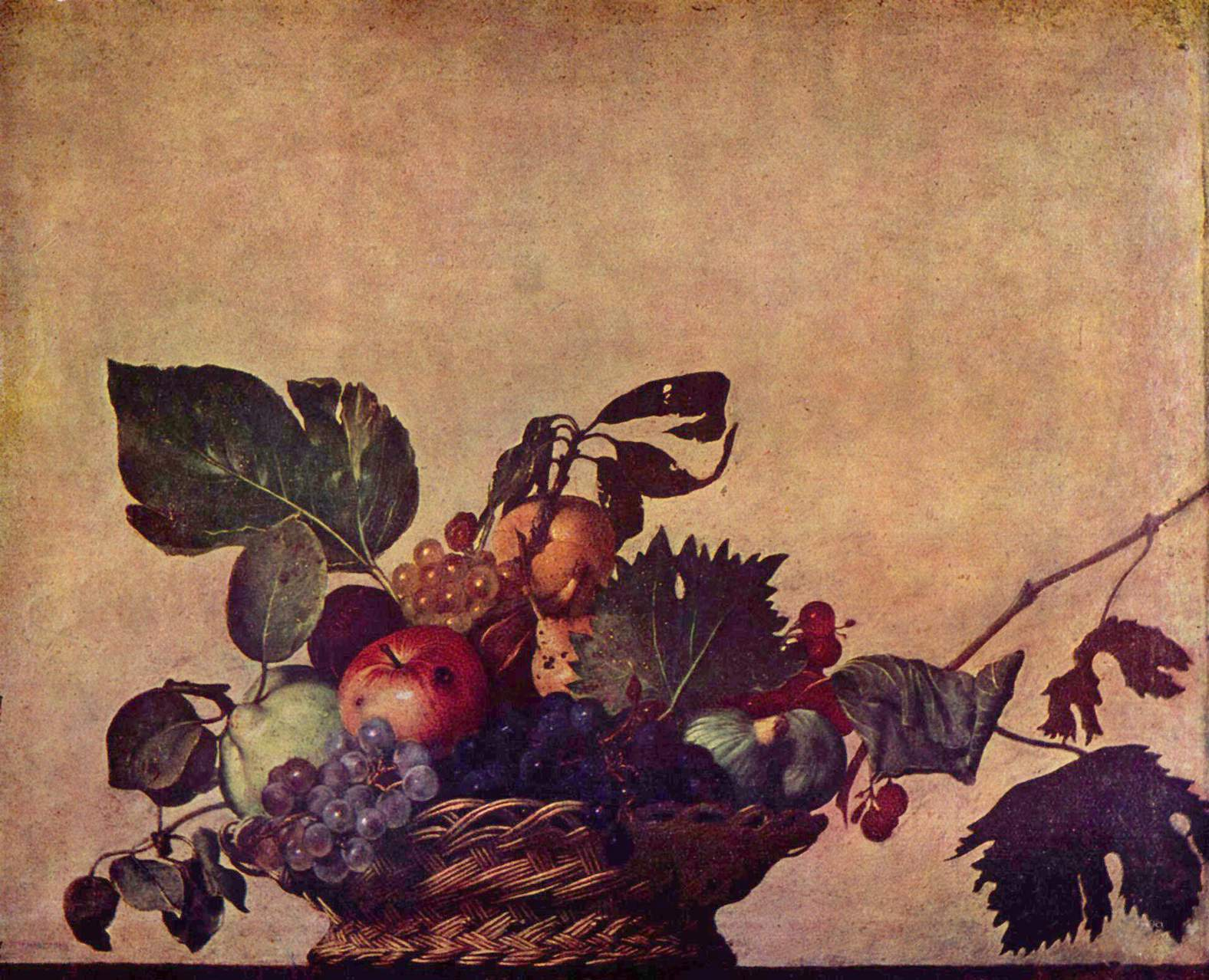
Caravaggio - Cesto con frutas
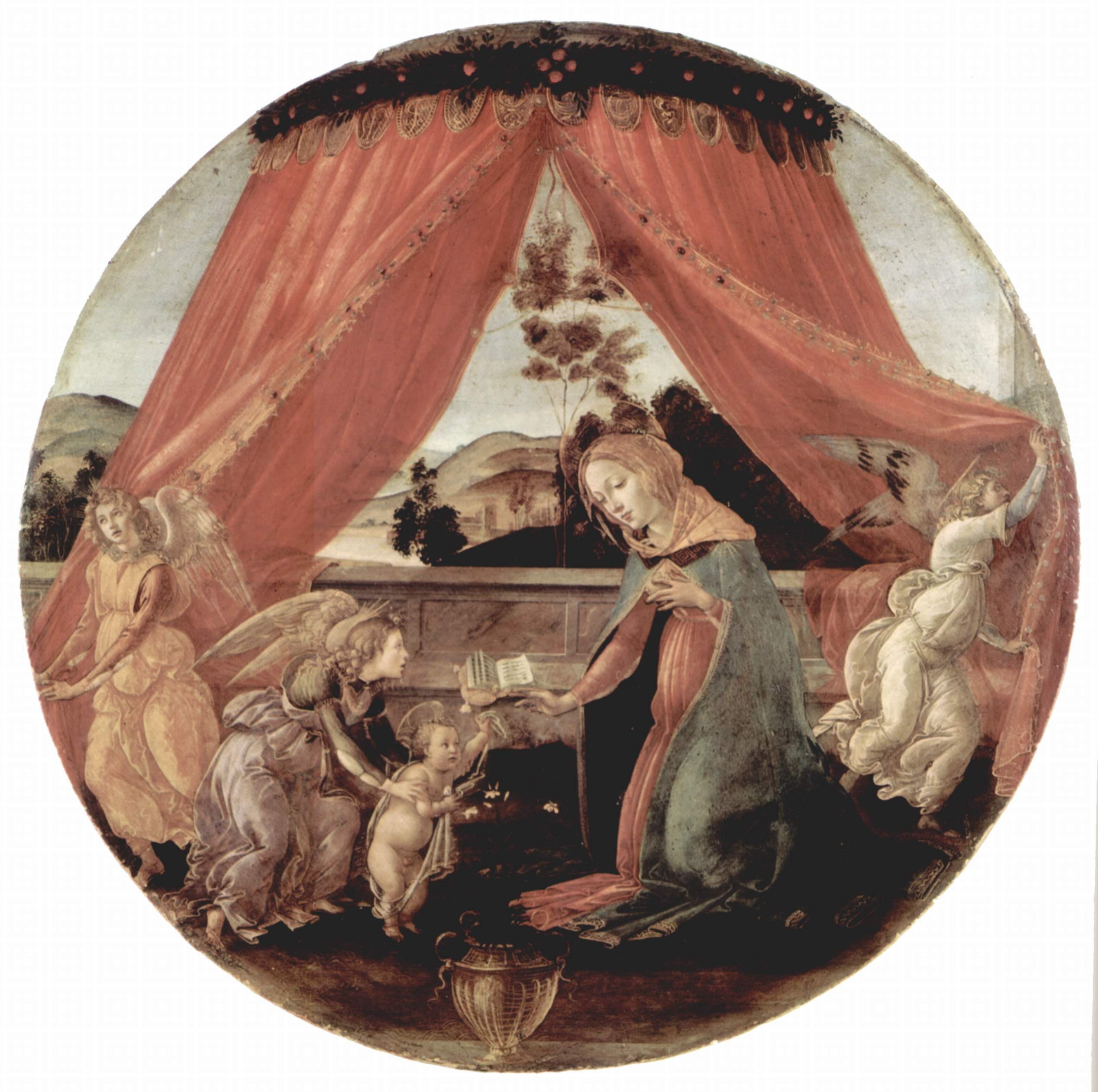
Botticelli - Virgen del pabellón

- Wikimedia Commons alberga una categoría multimedia sobre Pinacoteca Ambrosiana.